# Procladius bifasciatus
Procladius bifasciatus är en tvåvingeart som beskrevs av Maurice Emile Marie Goetghebuer och Lenz 1936. Procladius bifasciatus ingår i släktet Procladius och familjen fjädermyggor.
Artens utbredningsområde är Belgien. Inga underarter finns listade i Catalogue of Life.